# Dagana (Distrikt)
Dagana (དར་དཀར་ན་རྫོང་ཁག་ dar dkar na rdzong khag; auch: Dhakana, Tagana oder Daga) ist einer der 20 Distrikte (dzongkhag) von Bhutan. In dem Distrikt leben 24.965 Menschen (Stand: 2017) auf einer Fläche von 1389 km². 

## Geographische Lage
Der Distrikt Dagana liegt im westlichen Süden von Bhutan. Er reicht im Süden bis an die indische Grenze. Im Nordwesten wird das Gebiet von einem mehr als 4000 m hohen Bergkamm flankiert. Entlang der östlichen Distriktgrenze fließt der Puna Tsang Chhu nach Süden. Der Daga Chhu, ein rechter Nebenfluss des Puna Tsang Chhu, durchfließt den Distrikt in südöstlicher Richtung und entwässert einen Großteil des Distrikts. Im oberen Flusstal des Daga Chhu befindet sich der Hauptort Dagana. Am Mittellauf des Daga Chhu wurde im Jahr 2015 das Dagachhu-Wasserkraftwerk in Betrieb genommen.

## Verwaltungsgliederung
Der Distrikt Dagana ist in folgende 14 Gewogs gegliedert:
- Deorali Gewog
- Dorona Gewog
- Drujegang Gewog
- Gesarling Gewog
- Goshi Gewog
- Kana Gewog
- Khebisa Gewog
- Lajab Gewog
- Lhamoizingkha Gewog
- Nichula Gewog
- Tashiding Gewog
- Tsangkha Gewog
- Tsendagana Gewog
- Tseza Gewog

Die Gewogs Deorali, Lhamoizingkha und Nichula waren bis 2007 Teil des Distrikts Sarpang.